# ヴィラ・ヒリチュ
ヴィラ・ヒリチュ（ウクライナ語: Віра Гирич 、英語: Vira Hyrych、1967年 - 2022年4月28日）は、ウクライナのジャーナリスト。Radio Svobodaのプロデューサーだった。

## 来歴
ヒリチュは1967年に生まれた。在ウクライナイスラエル大使館に勤務。2018年、ラジオ・フリー・ヨーロッパのRadio Svobodaに転職。
2022年4月28日夕方、ロシアがウクライナに侵攻した際に、住んでいたキエフのアパートがロシアのミサイル攻撃に見舞われ、29日朝になって、彼女は瓦礫の下から遺体となって発見された。ヒリチュは2022年2月24日からのロシアのウクライナ侵攻によって命が奪われた23人目のメディア従事者になった。